# Ottavio Rinuccini
Ottavio Rinuccini (Florence, 20 januari 1562 - aldaar, 28 maart 1621) was een Italiaans librettist. Afkomstig uit een sinds de dertiende eeuw bekende Florentijnse familie kreeg hij als hoveling een klassieke opleiding. Hij was de librettist van Dafne, de eerste opera in engere zin. Ook is zijn samenwerking met Claudio Monteverdi van belang.
Vanaf 1586 was hij onder meer lid van de Florentijnse Accademia degli Alterati. Het is bekend dat hij meewerkte aan het ensceneren van tussenspelen (intermedi) bij het huwelijk van groothertog Ferdinando I de' Medici; uit één ervan zou de ouverture van Dafne ontstaan.
In de negentiger jaren werkte hij samen met Jacopo Corsi en Jacopo Peri, die Dafne op muziek zetten in de toen gloednieuwe reciterende stijl. In 1597 vond de eerste uitvoering van Dafne plaats, waarvan Rinuccini en Peri in het voorwoord beweren, dat het het eerste drama is dat volledig in de "stijl van de antieken" werd gezongen. Gelet op deze reciterende stijl is Dafne feitelijk de eerste opera.
Hij koos voor Dafne een nieuwe versvorm met een onregelmatige afwisseling van regels, bestaande uit zeven of elf lettergrepen. Een niet starre vorm, die zeer geschikt is om de accenten van het normale spreken te imiteren.
Ook koos hij voor díe verhalen uit Ovidius die op zich al de macht van de kunst tot onderwerp hebben (Dafne, zowel als Eurydice). Ook introduceerde hij tragi-komische elementen in de intrige.
Belangrijk is zijn samenwerking met Monteverdi, die zijn tweede opera (Arianna (1608)) van muziek voorzag. Hiervan resteert alleen de "Lamento di Arianna". Voorts zijn er beschrijvingen dat Rinuccini samen met Monteverdi en zangers recitatieven instudeerde.
- Bibsys: 90336642
- Biblioteca Nacional de España: XX1757564
- Bibliothèque nationale de France: cb12364008x (data)
- Catàleg d'autoritats de noms i títols de Catalunya: 981058529250306706
- Gemeinsame Normdatei: 118788906
- International Standard Name Identifier: 0000 0001 2118 6885
- Library of Congress Control Number: n80065561
- Nationale Bibliotheek van Letland: 000138853
- MusicBrainz: ae525d7b-4e1e-4bb9-a52a-f26a27d934ca
- Nationale Bibliotheek van Tsjechië: xx0059052
- Nationale bibliotheek van Australië: 35675258
- Nationale Bibliotheek van Israël: 987007282700505171
- Nationale en Universitaire bibliotheek Zagreb: 000084646
- Nederlandse Thesaurus van Auteursnamen: 074788507
- Réseau des bibliothèques de Suisse occidentale: 02-A003748052
- Istituto Centrale per il Catalogo Unico: LO1V089402
- LIBRIS: 209152
- SNAC: w63n2f2b
- Système universitaire de documentation: 032651007
- Trove: 1037386
- Virtual International Authority File: 5008869
- WorldCat: E39PBJxWVjXDQhY6p4XjqTHcT3